# محمد زاوی
محمد زاوی (انگلیسی: Mohamed Zaoui؛ زادهٔ ۱۴ مهٔ ۱۹۶۰) بوکسور اهل الجزایر است.
از افتخارات وی می‌توان به کسب مدال برنز وزن ۷۵ کیلوگرم در بازی‌های المپیک تابستانی ۱۹۸۴ اشاره کرد.